# Jacinto Pat

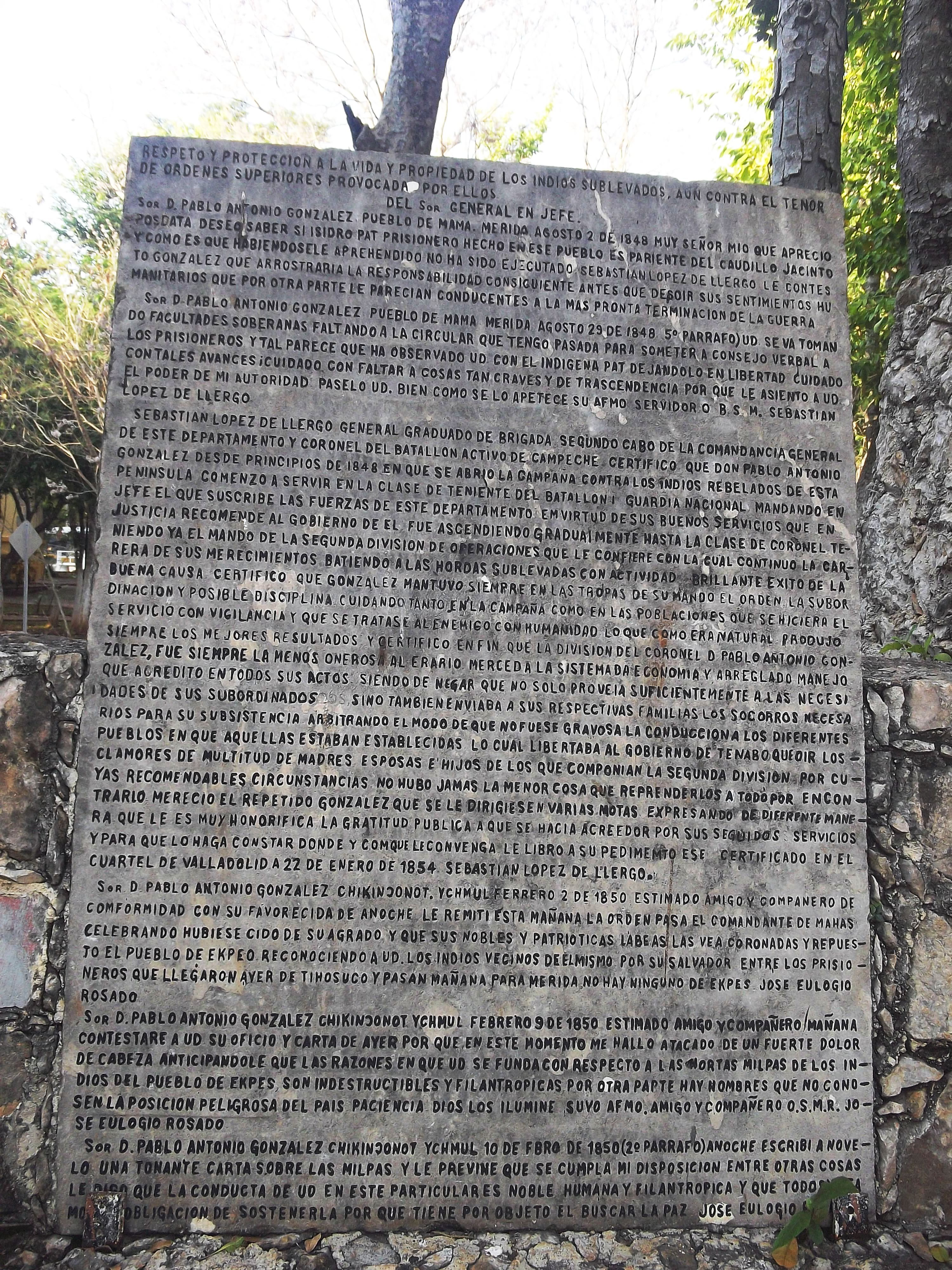
Piedra grabada que narra un episodio de la Guerra de Castas en donde se menciona a Jacinto Pat.

Jacinto Pat (Tihosuco, Yucatán − Holchén, Yucatán; 8 de septiembre de 1849) fue un batab (intendente indígena maya) originario del pueblo de Tihosuco. Fue líder e iniciador ―junto con Cecilio Chi y Manuel Antonio Ay― de la denominada Guerra de Castas (1848-1902).
Según la Enciclopedia de Quintana Roo, Pat es un antiguo apellido maya que significa «inventar», »crear», »hacer cosas con barro o cera».
Antes de la llegada de los españoles, esta familia gobernó la provincia maya de Ekab, tuvo gran poder y presencia en la isla de Cozumel. Ahí Naum Pat era el halach uinic de Cozumel, y cuando llegaron los españoles muchos pobladores de esa isla se trasladaron a la península de Yucatán, más de 70 familias con este apellido vivieron en Cochuah, sobre todo en Tihosuco.
En la novela La conjura de Xinum, el escritor yucateco Ermilo Abreu Gómez escribió que los mayas que estaban al servicio de Jacinto Pat lo llamaban tatich y compartía con ellos los productos y ganancias de la tierra. Era vanidoso pero no egoísta. En sus horas de descanso leía libros que hablaban acerca de la historia de Yucatán, leía mucho y tenía fama de aprenderse de memoria pasajes de los escritos de Cogolludo. Admiraba a los héroes mayas que se habían opuesto a los criollos.
No hacía mayor caso del dinero, y lo gastaba con facilidad. No tenía la obstinación de acumular tesoros. Es más, decía a sus amigos que la riqueza pone agrios los espíritus. Solo sembraba lo necesario para el sustento de su familia y la gente a su servicio, y sentía profundo desprecio por los mercaderes y traficantes.
Tenía marcadas diferencias con don Cecilio Chi, ya que este priorizaba la guerra y Jacinto Pat veía la negociación política como una manera de evitar más muertes y de crear un estado maya en su territorio y con gobierno propio. Esto nunca había existido y por lo tanto se observa aquí una clara influencia de las ideas del romanticismo.Una cosa los unió fuertemente: eran orgullosos de su origen maya y a toda costa querían librar al pueblo maya de la miseria y la explotación que le imponían los criollos. Hubo más líderes como ellos, pero la historia oficial no los registró.
Pat residía en Tihosuco y aceptó los Tratados de Tzucacab con las autoridades gubernamentales. Ese acto fue repudiado por Cecilio Chi. Más tarde fue asesinado por otros líderes mayas debido a diferencias en la estrategia de la rebelión que habría de conducirse hasta entrado el siglo XX, en que el último reducto de los rebeldes, la población de Chan Santa Cruz (al oriente de la península de Yucatán, en lo que hoy es el estado de Quintana Roo) fue recuperada por las tropas del gobierno federal mexicano.
A mediados de septiembre de 1849, el líder José Venancio Pec acusó a Jacinto Pat de estar quedándose con los botines de guerra y de imponer tributos a sus compañeros mayas y lo asesinó en Holchén, en el camino a Bacalar.
La nación maya, con ejército y gobierno propio, existió durante más de medio siglo con capital en la ciudad de Noj Kaaj Santa Cruz X Baalam Naj ― también llamada Chan Santa Cruz, hoy Felipe Carrillo Puerto, cabecera municipal del municipio homónimo―. 
El gobierno declaró a Jacinto Pat «Gran Cacique de Yucatán».
El estado de Quintana Roo le erigió una estatua a Pat y a Cecilio Chi en la zona norte del Paseo de la Reforma de la Ciudad de México creada por el escultor Antonio Castellanos.misma que fue robada entre 2018 y 2019.Una propuesta de 2022 de la diputada de la Ciudad de México Mónica Fernández César sugirió el reemplazamiento de dicha escultura y otras que han sido removidas.